# Stadsbranden i Eksjö 2015
Stadsbranden i Eksjö 2015 utbröt på morgonen den 16 augusti i kvarteret Ciselören 1, också känt som Forsellska gården i Eksjö. Huset brann ner totalt men räddningstjänsten lyckades förhindra spridning till intilliggande fastigheter. En kvinna i 25-årsåldern omkom i branden.

## Byggnadens historia
Forsellska gårdens exakta byggnadsår är okänt. Det tidigaste dokumentet som finns där gården omnämns är från 1648, när gården såldes till Ingemar Sadelmakare. Gården var vid detta tillfälle hälften så stor som när den brann ner. Under 1800-talet genomfördes flera utbyggnader och ett garveri bedrevs i byggnaden från 1812 till 1867. 1916 byggdes det på med en tredje våning på huset. 1968 genomfördes en omfattande invändig renovering.

## Händelseförlopp och släckningsarbete

### Larm och första åtgärder
När branden upptäcks slår det redan ut lågor genom flera fönster på byggnaden. Klockan är 05:49 på morgonen när SOS får larmet. Räddningstjänsten får larmet om branden 05:51. Styrkor från Eksjö och Hjältevad larmas till platsen och strax därefter även styrkor från Nässjö. 
Den första styrkan kvitterar larmet 05:54 och anländer till platsen 3 minuter 28 sekunder senare. Den består av insatsledare, styrkeledare och åtta brandmän. Vid ankomsten ser de lågor komma ur två av fönstren mot Arendt byggmästares gata. De möts av flera personer på platsen som säger att det finns en person kvar i lägenheten där branden börjat. På grund av detta beslutas det att det första som ska göras är en rökdykning för att rädda liv. Detta görs från loftgången. Under tiden som rökdykningen förbereds påbörjas yttre släckning, som avbryts när rökdykarna går in.
Samtidigt kör tankbilen ner till den närliggande ån för att ställa upp en motorspruta. Detta för att kunna koppla upp de fasadsprinklers som finns både på den brinnande och intilliggande byggnaden mot Vaxblekaregränd. Tankbilen måste dock åka tillbaka till stationen för att hämta den slang som behövs för att koppla upp sprinklersystemet. När de kommer tillbaka hinner de inte koppla upp färdigt innan de får order om att avlösa den första rökdykargruppen. 

### Rökdykning
När rökdykarna påbörjar sin insats är värmestrålningen mycket kraftig och elden måste dämpas innan de tar sig in i lägenheten. När de kommer in i lägenheten är sikten mycket begränsad på grund av rök. En rökdykare söker igenom vardagsrummet som inte är lika rökfyllt, ingen brand hittas. Den andra rökdykaren går genom en annan dörr där sikten är mycket dålig. Denne gör ett närsök där den känner efter med handen. Här hittas en kvinna som rökdykarna bär ut. De begär sedan avlösning då deras luft nästan är slut. Rökdykarna från tankbilen går sedan in men taket i hallen rasar innan de hinner komma in. Då tas ett beslut att invändig släckning inte är genomförbar. Den ena rökdykaren påbörjar då genomsökning av lägenheter på första våningen medan den andra börjar släckningsarbete på innergården.  

### Fortsatt släckningsarbete
Styrkan från Hjältevad anländer och fortsätter släckningsarbetet från Arendt byggmästares gata. Det bestäms att det ska göras en begränsningslinje vid tegelväggen till den angränsande fastigheten Ciselören 2. Den första personalen från Eksjö sätts in på taket på den låga delen av Ciselören 2. Det sätts även in personal vid tegelväggen för att kontrollera att branden inte sprids genom eventuella otätheter. Det beslöts även att branden skulle begränsas till huset mot Vaxblekaregränd. Detta ska göras av ankommande styrka från Nässjö. Väggen mellan husen är uppbyggd av gips och antas vara en brandcellsgräns. Det visar sig dock att det inte är det och branden sprider sig till huset mot Norra Storgatan.
På grund av spridningen beslutas att begränsningslinjen ska flyttas till den nordliga fastighetsgränsen. För att stoppa spridning till fastigheter på andra sidan Norra Storgatan används kraftig vattenbeskjutning från mark, och tak på en byggnad på andra sidan. Det arbetas också med vattenbegjutning från korsningarna vid Vaxblekaregränd och fasadsprinklern på huset på andra sidan Vaxblekaregränd används. I stolparummet mellan Ciselören 1 och 2 begjuts CAFS-skum in för att stoppa spridning mellan husen.
Släckningsarbetet fortsätter under dagen. Spridningsrisken anses avvärjd mitt på dagen och arbetet övergår då till eftersläckningsarbete, som pågår till klockan 09:00 den 18 augusti. Totalt deltog 125 brandmän från 18 orter i insatsen.

## Brandorsak
Brandplats undersökning genomfördes av brandingenjör och polisens tekniker den 17 och 19 augusti. Branden började i lägenheten på andra våningen på hörnet vid Arendt byggmästares gata och Vaxblekaregränd. Branden bedöms ha startat i köket, brandorsaken kan inte fastställas och det finns inga tecken på att den var anlagd.